# 楼山県
楼山県（ろうざん-けん）は中華人民共和国山西省にかつて存在した県。現在の臨汾市永和県南部に相当する。
南北朝時代、北周により設置された帰化県を前身とする。隋代に楼山県と改称され、唐代に廃止された。